# Hormeni

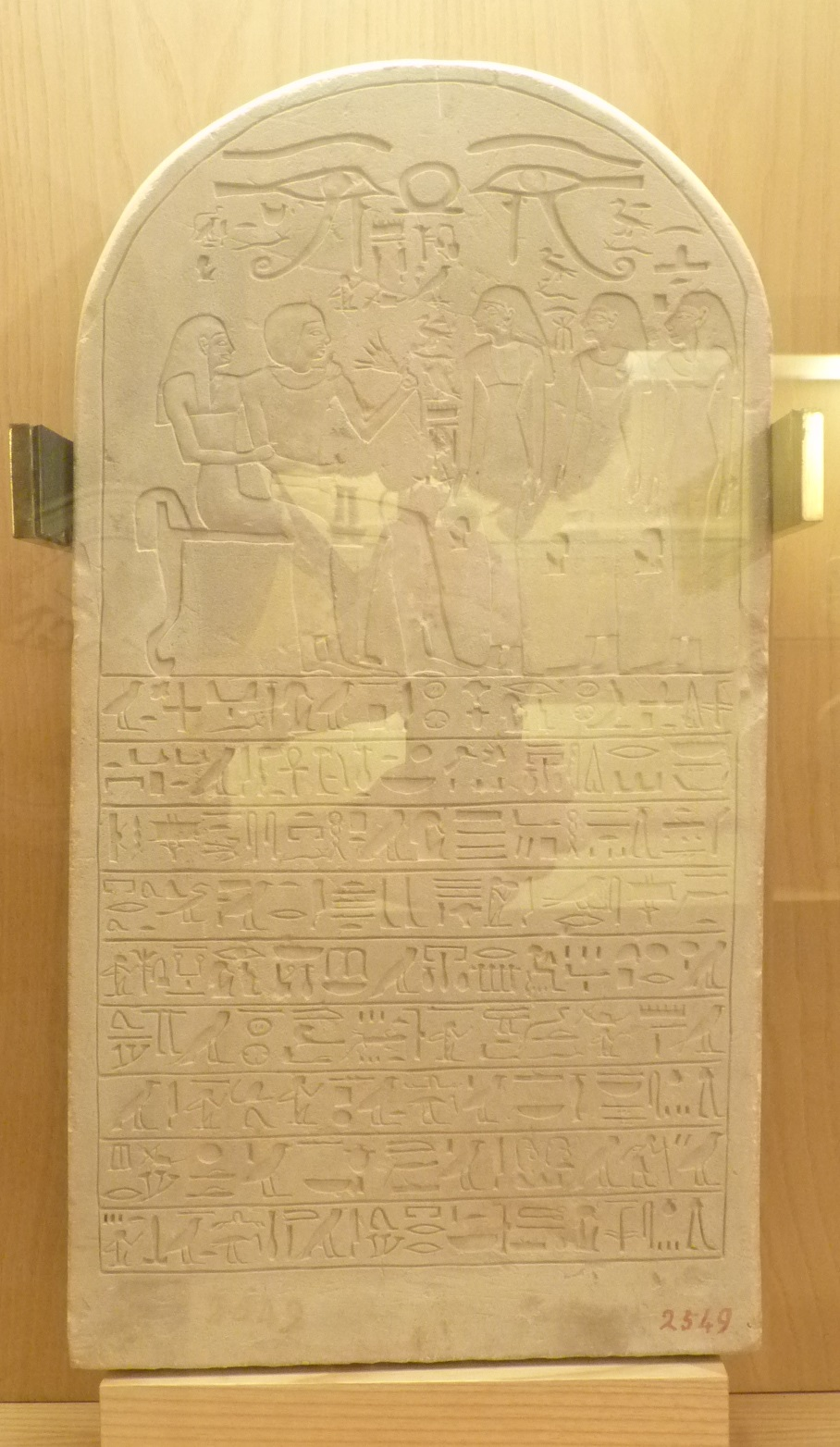
Stele des Hormeni

Hormeni war ein altägyptischer Beamter, der am Beginn der 18. Dynastie um 1500 v. Chr. lebte. Er war Bürgermeister von Hierakonpolis, hatte aber auch Aufgaben in Nubien zu erledigen. Hormeni ist vor allem von seiner Stele (Inverntar Nr. 2549), die sich heute im Archäologischen Nationalmuseum Florenz befindet, bekannt. Auf der Stele befindet sich eine kurze Biographie. Die Stele ist von Ippolito Rosellini erworben worden. Der genaue Fundort ist unbekannt.
Die Stele zeigt im oberen Teil auf der linken Seite Hormeni und seine Frau auf einem Stuhl sitzend. Hormeni hält eine Lotusblüte in der Hand. Die Beischriften identifizieren ihn als den Schreiber Hormeni und seine Frau Djiat. Vor ihnen stehen drei Frauen, bei denen es sich um die Töchter des Hormeni handelt: Hormeni, Ahmose und Ahhotep. Unter dieser Szene befindet sich der Stelentext, der mit einer Opferformel beginnt. Hier werden Horus von Nechen (Hierakonpolis) und Osiris inmitten von Nechen sowie Anubis angerufen. Der biographische Teil der Stele berichtet, dass Hormeni viele Jahre Bürgermeister von Hierakonpolis war. Er sei von dem König gelobt worden und habe jedes Jahr die Abgaben an den König geliefert. Er berichtet auch, dass er in Wawat (Unternubien) alt geworden sei, was andeutet, dass er auch dort Verwaltungsaufgaben nachging.
In Hierakonpolis befindet sich das Grab eines Hormeni, bei dem es sich wahrscheinlich um seinen Bestattungsort handelt. Die Stele mag von dort stammen. Das Grab und somit Hormeni sind unter König Thutmosis I. datiert.